# Георги Николов (Черешница)
Георги Николов Стефанов е български революционер, деец на Вътрешната македоно-одринска революционна организация.

## Биография
Георги Николов е роден през 1879 година в костурското село Черешница, тогава в Османската империя, днес Поликерасос, Гърция. Присъединява се към ВМОРО в 1901 година, заклет от Васил Чекаларов. Участва в Илинденското въстание с четата на войводата на Чекаларов. Участва в сражението при Вишени, в превземането на Клисура, в сражението на Бигла, в превземането на Невеска и в много други сражения в Костурско.
На 8 март 1943 година, като жител на Битоля, подава молба за българска народна пенсия, която е одобрена и пенсията е отпусната от Министерския съвет на Царство България.